# Konturówka

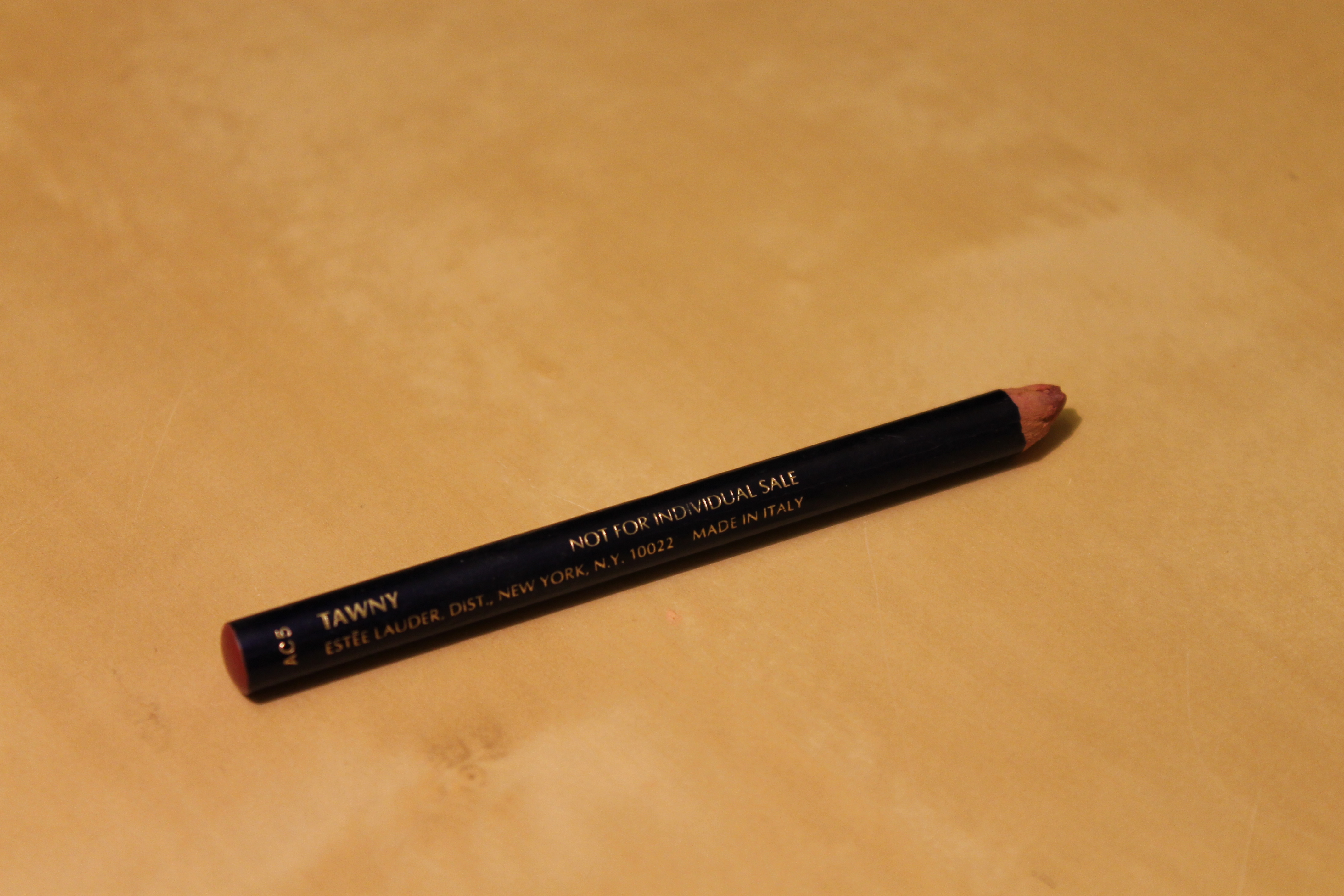
Konturówka do ust

Konturówka – potoczna nazwa kosmetyku służącego do obrysowywania oczu lub ust.

## Konturówka do oczu
Nazywana jest również kreskówką, może korygować kształt oczu, lub stanowić podkład pod cienie do powiek. Poszczególne kredki do oczu różnią się w składzie (zawartość składników zapachowych, zawartość olejów, rodzaj pigmentu; rodzaju aplikacji, opakowanie itp.) W roku 2005 konturówka Clinique Quick Liner zdobyła tytuł najlepiej sprzedającego się produktu magazynu Forbes. Zobacz też: eyeliner.

## Konturówka do ust
Jest stosowana by wyrównać kształt niesymetrycznych ust (niesymetrycznie rozłożona krawędź czerwieni wargowej), lub jako podkład pod pomadkę. Dzięki nałożeniu tzw. Liplinera pomadka utrzymuje się dłużej, jest bardziej odporna na ścieranie, a kontur ust nie ulega deformacji, oraz wytrzymuje wilgoć, czy spożywanie napojów.
Przykładowe główne składniki konturówki mogą stanowić:
Utwardzone jądro orzecha palmowego, glicerydy, olej roślinny, pochodne kwasu kaprylowego, talk, mica, woski itp.